# Semaeopus lutea
Semaeopus lutea är en fjärilsart som beskrevs av Paul Dognin 1909. Semaeopus lutea ingår i släktet Semaeopus och familjen mätare. Inga underarter finns listade i Catalogue of Life.